# John Maffey, 1. Baron Rugby

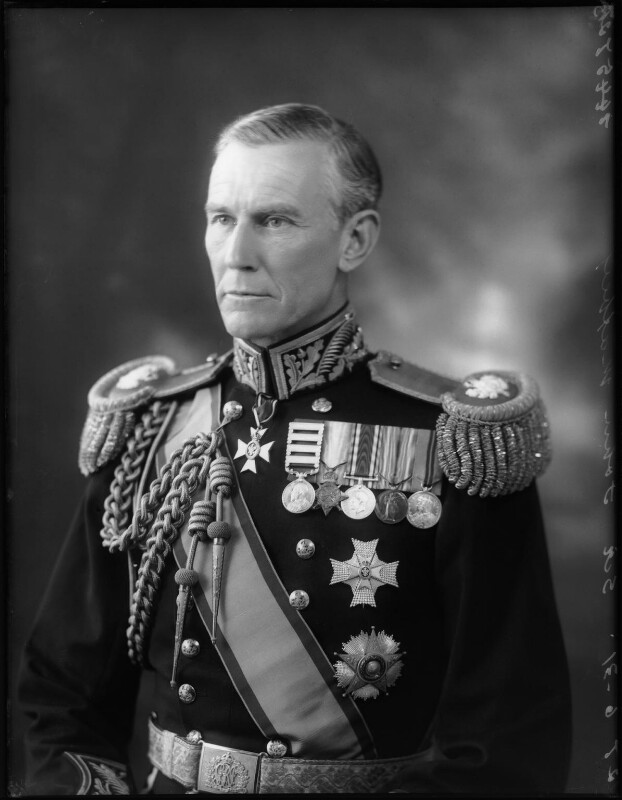
John Maffey, 1. Baron Rugby, 1931

John Loader Maffey, 1. Baron Rugby, GCMG, KCB, KCVO, CSI, CIE (* 1. Juli 1877 in Rugby, Warwickshire; † 20. April 1969 in Bungay, Suffolk) war ein britischer Kolonialbeamter, der unter anderem zwischen 1926 und 1934 Generalgouverneur des Anglo-Ägyptischen Sudan war. Er war zwischen 1933 und 1937 als Permanent Under-Secretary of State for the Colonies Ständiger Unterstaatssekretär und damit ranghöchster Beamter im Kolonialministerium (Colonial Office) sowie von 1939 bis 1949 Vertreter in Irland. 1947 wurde er als erblicher Baron Rugby Mitglied des House of Lords.

## Leben

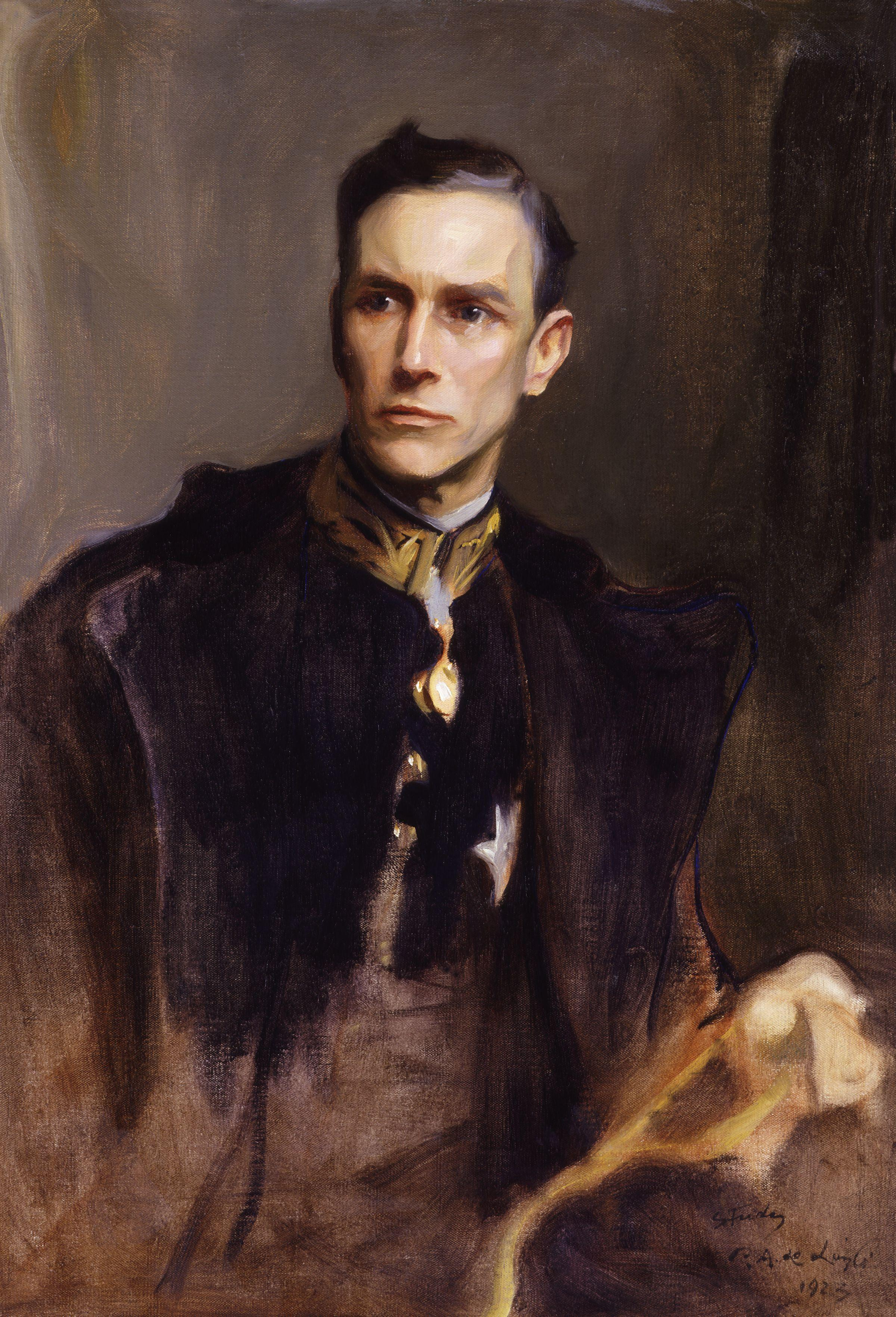
Sir John Loader Maffey (Gemälde von Philip Alexius de László, 1923)

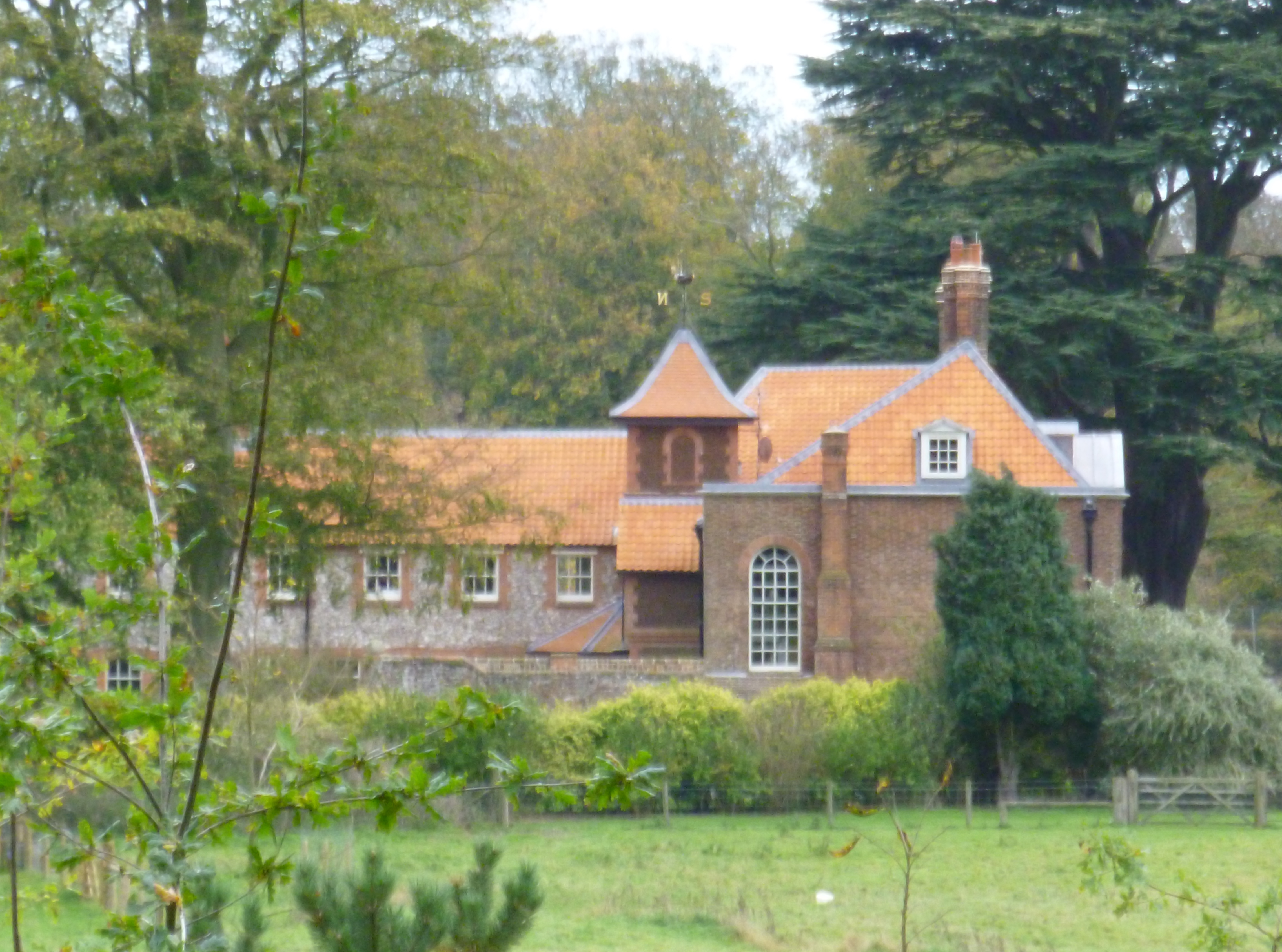
Anmer Hall in Sandringham Estate in Norfolk war zeitweise Wohnsitz des Baron Rugby.

John Loader Maffey, Sohn von Thomas Maffey und Penelope Mary Loader, absolvierte nach dem Besuch der Rugby School ein Studium am Christ Church College der Universität Oxford und trat 1899 in den Indian Civil Service, den kolonialen Verwaltungsdienst in Britisch-Indien. Nach verschiedenen Verwendungen war er zwischen 1909 und 1912 Politischer Agent sowie von 1914 bis 1915 als stellvertretender Kommissar für die Nordwestliche Grenzprovinz (North West Frontier Province) in Peschawar im heutigen Pakistan. Im Anschluss fungierte er zwischen 1915 und 1916 als stellvertretender Sekretär der Auswärtigen und Politischen Abteilung der Regierung von Britisch-Indien und wurde für seine dortigen Verdienste 1916 zum Companion des Order of the Indian Empire (CIE) ernannt. Danach war er von 1916 bis 1920 als Privatsekretär des Generalgouverneurs und Vizekönigs von Indien, Frederic Thesiger, 3. Baron Chelmsford, sowie zugleich 1919 Politischer Chefbeamter für Afghanistan in der North West Frontier Province. Für seine Verdienste in diesen Verwendungen wurde er 1920 auch als Companion des Order of the Star of India (CSI) ausgezeichnet. Im Anschluss war er 1921 für einige Zeit Privatsekretär von Arthur, 1. Duke of Connaught and Strathearn, dem jüngeren Bruder von König Eduard VII.
Am 27. Februar 1921 wurde Maffey als Knight Commander des Royal Victorian Order (KCVO) geadelt, so dass er fortan das Prädikat „Sir“ führte. Als Nachfolger von Sir Hamilton Grant wurde er am 8. März 1921 zum Chefkommissar der North-West Frontier Province ernannt und bekleidete diese Position bis Juli 1923, woraufhin Norman Bolton ihn ablöste.
Als Nachfolger von Sir Geoffrey Francis Archer übernahm Sir John Maffey am 31. Oktober 1926 das Amt als Generalgouverneur des Anglo-Ägyptischen Sudan und hatte dieses mehr als sieben Jahre lang bis zu seiner Ablösung durch Sir George Stewart Symes am 10. Januar 1934 inne. Unter der britischen Herrschaft wurde die Hauptstadt Khartum planmäßig ausgebaut, die Universität Khartum als Nachfolgerin des 1902 gegründete Gordon Memorial College errichtet (hauptsächlich zur Ausbildung lokaler Beamter) und vor allem der Anbau von Baumwolle intensiviert, die für die britische Textilindustrie ein sehr wichtiges Importgut war. Wichtigstes Anbaugebiet wurde die Gegend zwischen Weißem und Blauem Nil südlich Khartums. Derweil strömten protestantische und katholische Missionare ins Land und bekehrten im Süden Teile der vorher heidnischen Lokalreligionen oder dem monophysitischen Christentum äthiopischer Prägung angehörigen Schwarzen, sodass sich dort, wo es bisher keine Islamisierung gab, die christliche Minderheit zum Teil beträchtlich vergrößert. Im Rahmen der „Birthday Honours“ wurde er am 3. Juni 1931 auch zum Knight Commander des Order of St Michael and St George (KCMG) ernannt.
1933 wurde Maffey als Nachfolger von Sir Samuel Herbert Wilson zum Permanent Under-Secretary of State for the Colonies ernannt und war bis zu seiner Ablösung durch Sir Cosmo Parkinson 1937 Ständiger Unterstaatssekretär und damit ranghöchster Beamter im Kolonialministerium (Colonial Office). In dieser Zeit wurde er am 4. Juni 1934 im Rahmen der „Birthday Honours“ auch zum Knight Commander des Order of the Bath (KCB) ernannt und bei den „Birthday Honours“ am 3. Juni 1935 auch zum Knight Grand Cross des Order of St Michael and St George (GCMG) erhoben. 1937 schied er vorübergehend aus dem Staatsdienst und war zwischen 1937 und 1939 als Direktor der 1924 gegründeten Fluggesellschaft Imperial Airways sowie als Direktor des Bergbauunternehmens Rio Tinto Ltd tätig.
1939 wurde Sir John Maffey erster Vertreter in Irland im Range eines Botschafters und bekleidete dieses Amt zehn Jahre lang bis zu seiner Ablösung durch Sir Gilbert Laithwaite 1949. In der Zeit von 1937 bis 1949 war es rechtlich unklar, ob der Irische Staat nun eine Republik oder weiterhin eine Form der konstitutionellen Monarchie war, und ob das Staatsoberhaupt nun der Präsident von Irland (Douglas Hyde) oder der König (Georg VI.) gewesen ist. Der genaue konstitutionelle Status dieser Zeit ist seitdem Streitpunkt vieler politischer Diskussionen. Am 10. Februar 1947 wurde er als Baron Rugby, of Rugby in the County of Warwick, zum erblichen Peer der Peerage of the United Kingdom war dadurch bis zu seinem Tod 1969 Mitglied des House of Lords, des Oberhauses des britischen Parlaments.
John Loader Maffey heiratete am 28. August 1907 Dorothy Gladys Huggins († 1973), Tochter des Friedensrichters Charles Lang Huggins (1848–1933) und Agnes Maud Dingwall. Aus dieser Ehe gingen eine Tochter und zwei Söhne hervor. Die einzige Tochter Penelope Loader Maffey (1910–2005) war mit dem Politiker Sir William Aitken (1903–1964) verheiratet, der zwischen 1950 und 1964 die Conservative Party im Unterhaus (House of Commons) vertrat, und mit diesem die Eltern des Politikers Jonathan Aitken (* 1942) sowie der Schauspielerin und Schriftstellerin Maria Aitken (* 1945). Der ältere der beiden Söhne war Alan Loader Maffey (1913–1969), der bei seinem Tod 1969 den Titel als 2. Baron Rugby erbte und dadurch Mitglied des House of Lords wurde. Der jüngere Sohn Simon Chelmsford Loader Maffey (1919–2004) war Offizier der Coldstream Guards und später Offizier der Handelsmarine.